# 학산면 (영동군)
학산면(鶴山面)은 대한민국 충청북도 영동군에 있는 면 소재지이다.

## 행정 구역
- 도덕리
- 박계리
- 범화리
- 봉림리
- 봉소리
- 서산리
- 아암리
- 지내리
- 학산리
- 황산리

## 교육
- 학산초등학교
  - 봉산분교 (폐교) - 무가길 120 (황산리)
- 범화초등학교 (폐교) - 용화양강로 1480 (범화리)
- 학산중학교
- 학산고등학교